# Idaea emarginaria
Idaea emarginaria là một loài bướm đêm trong họ Geometridae.